# Yamaha V9958

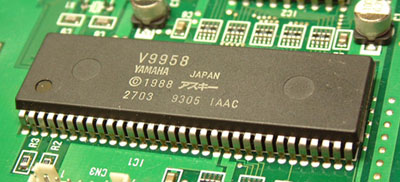
Yamaha V9958

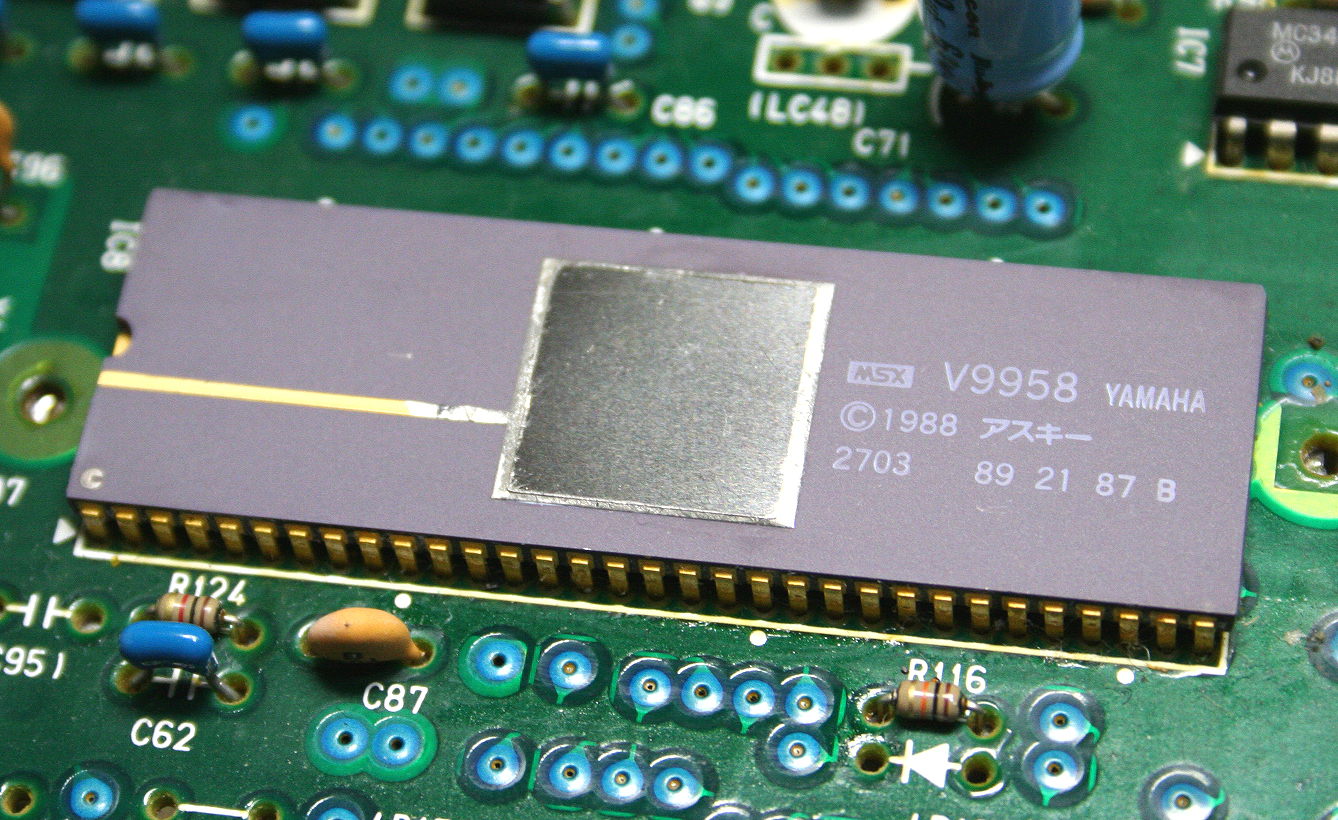
Yamaha V9958(boitier céramique)

Le Yamaha V9958 est un processeur d'affichage vidéo (en Anglais VDP, pour Video Display Processor) utilisé dans la gamme d'ordinateurs MSX. Plus spécifiquement, le MSX 2+, MSX turbo R et l’amélioration "TIM" du TI-99/4A.
Le Yamaha V9958, aussi connu sous le nom MSX-Video, est le successeur du Yamaha V9938. Il n'a pas été conçu pour être une mise à jour majeure de son prédécesseur, ce qui a limité son adoption. Les principales nouveautés sont l'ajout de trois modes graphiques YJK (permettant jusqu’à 19268 couleurs) et l'ajout d'un registre de scrolling horizontal.

## Caractéristiques
- VRAM: 128 KB + 64 KB de RAM étendue
- Modes texte: 80 x 24 et 32 x 24
- Résolution: 512 x 212 (4 ou 16 couleurs parmi 512) et 256 x 212 (16, 256, 12499 or 19268 couleurs)
- Sprites: 32, 16 couleurs, maximum 8 par ligne horizontale
- Accélération matérielle pour la copie, traçage de ligne, remplissage, etc.
- Entrelacement pour doubler la résolution verticale
- Registres pour le scrolling horizontal et vertical

### Caractéristiques détaillées
Pour les caractéristiques détaillées, voir le Yamaha V9938, avec les ajouts suivants:
- Registre de scrolling horizontal
- Modes graphiques YJK (similaires au YUV)
  - G7 + YJK + YAE: 256 x 212, 12499 couleurs + 16 couleurs palette
  - G7 + YJK: 256 x 212, 19268 couleurs
- Possibilité d'executer des commandes utilisant l'accélération matérielle dans certains modes graphiques
- Les fonctions crayon optique et souris du V9938 ont été retirées

## Terminologie spécifique au MSX
Sur le MSX, les modes d'affichage sont souvent référencés par leur numéro assigné en MSX-Basic. La correspondance est la suivante :
| Mode en Basic         | mode sur le VDP    | MSX          |
| --------------------- | ------------------ | ------------ |
| Screen 0 (largeur 40) | T1                 | MSX 1        |
| Screen 0 (largeur 80) | T2                 | MSX 2        |
| Screen 1              | G1                 | MSX 1        |
| Screen 2              | G2                 | MSX 1        |
| Screen 3              | MC                 | MSX 1        |
| Screen 4              | G3                 | MSX 2        |
| Screen 5              | G4                 | MSX 2        |
| Screen 6              | G5                 | MSX 2        |
| Screen 7              | G6                 | MSX 2        |
| Screen 8              | G7                 | MSX 2        |
| Screen 10             | G7 avec YJK et YAE | MSX 2+ et tR |
| Screen 11             | G7 avec YJK et YAE | MSX 2+ et tR |
| Screen 12             | G7 avec YJK        | MSX 2+ et tR |